# Jałutorowsk
Jałutorowsk (ros. Ялуторовск) – miasto w Rosji, w obwodzie tiumeńskim, na lewym brzegu Tobołu; siedziba administracyjna rejonu jałutorowskiego. W 2010 roku liczyło ok. 36,5 tys. mieszkańców.

## Historia
W 1659 roku na miejscu tatarskiej osady Jawłu-Tura na lewym brzegu Tobołu założono jałutorowską słobodę z ostrogiem. W 1782 roku Jałutorowsk otrzymał prawa miejskie i został siedzibą administracyjną powiatu jałutorowskiego. Trzy lata później miastu nadano herb. Od 1923 roku siedziba administracyjna rejonu jałutorowskiego a od 1963 roku miasto o znaczeniu obwodowym.